# NEC Corporation
 "NEC" omdirigeres hertil. For andre betydninger af NEC, se NEC (flertydig).
NEC Corporation (日本電気株式会社 Nippon Denki Kabushiki-gaisha) er en japansk multinational virksomhed med hovedkvarter i Minato i Tokyo. Selskabet hed Nippon Electric Company, Limited indtil det i 1983 skiftede navn til det nuværende. Selskabet fremstiller IT og netværksløsninger til virksomheder og til offentlige myndigheder. Siden 1980'erne har selskabet været Japans største producent af PC'ere med PC-8000 serien.
NEC var i 1990 verdens fjerdestørste PC-producent og dets virksomhed med fremstilling af halvledere var fra 1985 til 1992 verdens største og i 2006 blandt de ti største. NEC har efterfølgende solgt sin halvlederforrenting til Renesas Electronics og Elpida Memory.
NEC i 2017 nr. 463 på Fortunes liste over de 500 største virksomheder. NEC er en del af det japanske konglomerat Sumitomo Group.
Kommunedata, senere KMD A/S, blev i 2018 solgt til NEC.